# Любеке, Петер
Петер Любеке (нем. Peter Lübeke; 26 ноября 1952, Перлеберг — 22 июля 2022) — немецкий футболист, полузащитник и нападающий. Выступал за немецкие клубы «Гамбург», «Саарбрюккен», «Байер 05 Юрдинген», Айнтрахт (Брауншвейг), а также за испанский «Эркулес» (Аликанте) и нидерландский «Аякс»

## Карьера
Профессиональную карьеру Любеке начал в клубе «Гамбург». Дебютировал за клуб 15 декабря 1971 года в матче первого раунда Кубка Германии против клуба «Фрайбургер», завершившийся вничью 2:2. В чемпионате Германии впервые сыграл 26 февраля 1972 года в матче 22-го тура против «Герты». Любеке вышел на замену на 78-й минуте, а матч завершился гостевым поражением «Гамбурга» со счётом 2:0. За два сезона в «Гамбурге» Петер сыграл в чемпионате 21 матч и забил 7 мячей.
В 1973 году Любеке перешёл в клуб юго-западной региональной лиги «Саарбрюккен». Спустя один сезон, Петер с клубом смог выйти во вторую Бундеслигу. В сезоне 1974/75 Любеке во второй Бундеслиги забил 9 мячей в 39 матчах. После успешного сезона Петер перешёл в «Байер 05 Юрдинген» из города Крефельд, а спустя сезон перебрался в испанский «Эркулес» из Аликанте.
В июле 1977 года Петер перешёл в амстердамский «Аякс». Дебют Любеке состоялся 17 августа 1977 года в матче высшего дивизиона Нидерландов против АЗ. Петер вышел на замену вместо Шу Ла-Линга на 76-й минуте, к этому времени счёт в матче был 1:1, но на 85-минуте Рууд Гелс забил победный для «Аякса» гол. В составе амстердамцев Любеке провёл всего лишь 6 матчей, а в октябре того же года он вернулся в Германию и стал игроком «Айнтрахт» из Брауншвейга.
После завершения игровой карьеры Петер стал тренером, работал с детскими и любительскими клубами Германии. В последнее время работал тренером в клубе «МТФ Маркольдендорф».
Умер 22 июля 2022 года.